# Pessina
Pessina è una frazione geografica del comune italiano di Primaluna posta a ridosso del centro abitato verso sud-est. Confina con la frazione di Gero a sud-est e con il Centro di Primaluna a nord-ovest.

## Storia
Pessina fu un antico comune del Milanese.
Nel 1786 entrò per un quinquennio a far parte della Provincia di Como, per poi cambiare continuamente i riferimenti amministrativi nel 1791, nel 1797 e nel 1798.
Portato definitivamente sotto Como nel 1801, alla proclamazione del regno d'Italia napoleonico nel 1805 risultava avere 108 abitanti. Nel 1809 il municipio fu soppresso su risultanza di un regio decreto di Napoleone che lo annesse per la prima volta a Primaluna, ma il Comune di Pessina fu tuttavia ripristinato con il ritorno degli austriaci. Nel 1853 risultò essere popolato da 165 anime, che scesero a 161 nel 1871. Nel frattempo, dal 1863 il governo italiano aveva cambiato nome al borgo in Pessina Valsassina. Nel 1921 si registrarono 133 residenti, segno dello spopolamento della montagna. Fu quindi il regime fascista a decidere nel 1927 di sopprimere definitivamente il comune, unendolo nuovamente a Primaluna seguendo il precedente modello napoleonico.